# Lancia ECV

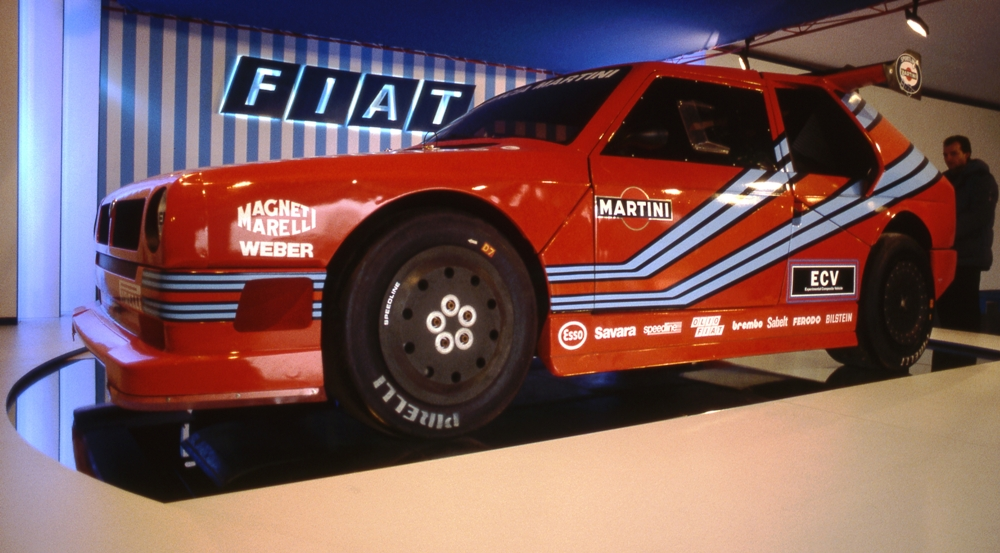
De Lancia ECV voor het eerst tentoongesteld tijdens de Memorial Bettega in Bologna, 1986

De Lancia ECV (staand voor Experimental Composite Vehicle) is een prototype rallyauto van Lancia bedoeld voor de Groep S-klasse. Deze moest in 1988 de Lancia Delta S4 opvolgen in het Wereldkampioenschap Rally. Groep S werd in 1986 echter tegelijkertijd met de Groep B-klasse geschrapt vanwege veiligheidsredenen, waardoor de auto nooit competitief in actie is geweest.
De auto maakte gebruik van een 1759cc twin-turbo-motor welke 600 pk produceerde. In Groep S zou dit beperkt worden tot maximaal 1200cc en 300 pk. Lancia maakte veelvuldig gebruik van kevlar en koolstofvezel om het gewicht te beperken; uitkomend op totaal 930 kg.
Bijna vijfentwintig jaar later, in oktober 2010, werd er voor het eerst publiekelijk gereden met de auto tijdens de Rally Legend in Italië, een rallyevenement voor historische auto's. Oud wereldkampioen en Lancia-rijder Miki Biasion bestuurde de auto.

## ECV 2
Ondanks het stoppen van Groep S ontwikkelde Lancia de ECV verder. De ECV II  was compacter en beschikte over verbeterde aerodynamica. De auto maakte wel gebruik van hetzelfde chassis en motor, maar stond ook in een andere kleurstelling.